# Villard-Bonnot
Villard-Bonnot – miejscowość i gmina we Francji, w regionie Owernia-Rodan-Alpy, w departamencie Isère.
Według danych na rok 1990 gminę zamieszkiwały 6382 osoby, a gęstość zaludnienia wynosiła 1093 os./km² (wśród 2880 gmin regionu Rodan-Alpy Villard-Bonnot plasuje się na 131. miejscu pod względem liczby ludności, natomiast pod względem powierzchni na miejscu 1447.).
Przez gminę przepływa rzeka Isère. 